# Muraltia aspalatha
Muraltia aspalatha är en jungfrulinsväxtart som beskrevs av Dc.. Muraltia aspalatha ingår i släktet Muraltia och familjen jungfrulinsväxter. Inga underarter finns listade i Catalogue of Life.